# 鍋島直英
鍋島 直英（なべしま なおひで）は、江戸時代中期の大名。肥前国小城藩5代藩主。官位は従五位下・加賀守。

## 生涯
元禄12年（1699年）、3代藩主・鍋島元武の三男として小城にて誕生。
庶子だったため、当初は佐賀藩家老の多久鍋島家（後多久氏）4代当主・多久茂文の養子となり、多久茂村と名乗る。正徳元年（1711年）、茂文が死去すると家督を継いだ。
正徳4年（1714年）、兄で4代藩主・元延が死去すると、その養子となって家督を継ぎ、12月に従五位下・加賀守に叙位・任官する。その後は幕命により江戸城神田橋門番、朝鮮通信使や勅使接待役等を務めた。享保17年（1732年）の享保の大飢饉では流行病と虫害などで1万人の被害者を出すなど、次第に藩財政の悪化が顕著となった。
延享元年（1744年）9月12日に小城で死去した。享年45。跡を次男・直員が継いだ。

## 系譜
父母
- 鍋島元武（実父）
- 春子、寿昌院 ー 城島家永の娘（実母）
- 多久茂文（養父）
- 鍋島元延（養父）

正室
- 千重子、本良院 ー 多久茂文の長女

子女
- 鍋島直員（次男）生母は本良院（正室）
- 鍋島直照（三男）
- 三浦能侯[1]（四男）
- 田尻維種[2]（五男）
- 於市、定慧院 ー 鍋島直郷正室
- 水町公忠室
- 園田忠利室
- 千吉、後に於久米 ー 多久茂堯正室